# Captorhinida
Los captorrínidos (Captorhinida) son un orden parafilético de saurópsidos anápsidos que agrupa los reptiles más basales.

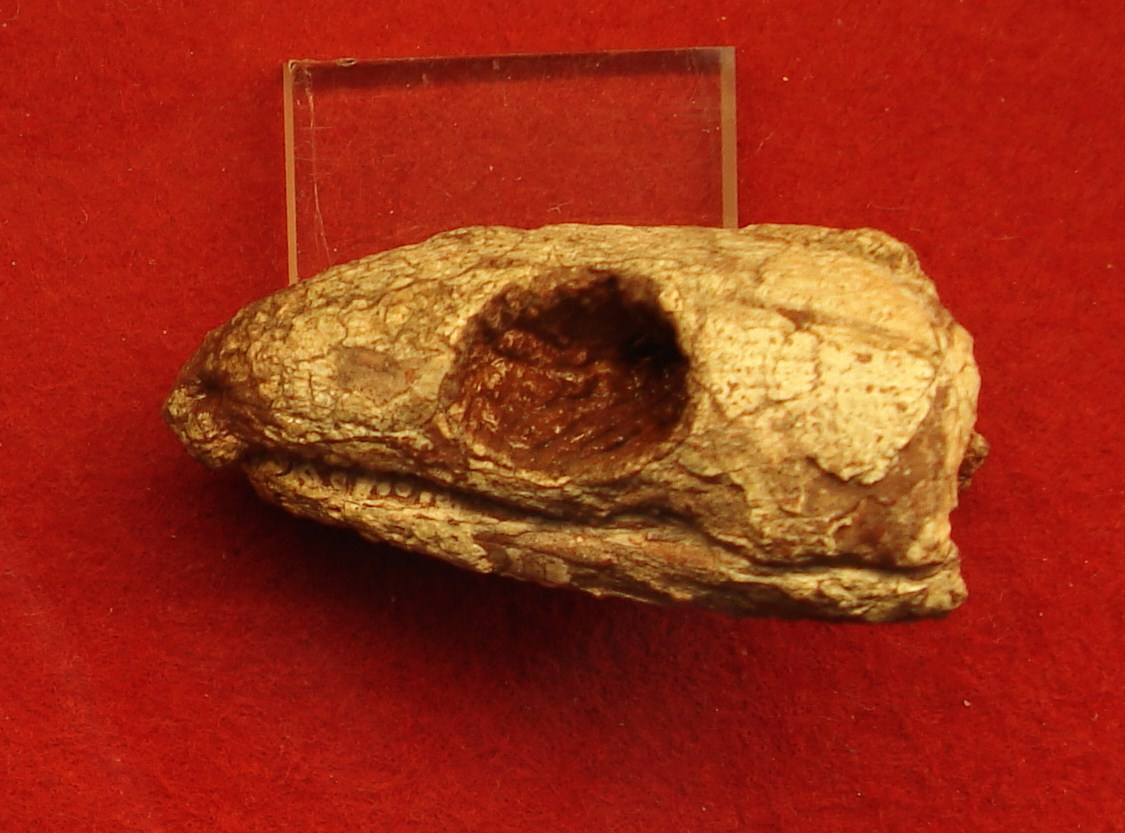
Cráneo fósil de captorhinido

Todos ellos comparten características primitivas y se parecen a los ancestros de los reptiles modernos. Algunos de ellos están más relacionados con la subclase de los anápsidos, otros pertenecen a ella, mientras que un tercer grupo está en la línea evolutiva que conduce a los diápsidos. Por estos motivos, los paleontólogos actuales sólo usan informalmente el término «captorrínido».

## Familias
Tradicionalmente, en los captorrínidos se agrupan las siguientes familias:
- Captorhinidae (Cotylosauria)
- Protorothyrididae: un clado de pequeños reptiles semejantes a lagartijas.
- Bolosauridae: primeros reptiles bípedos.

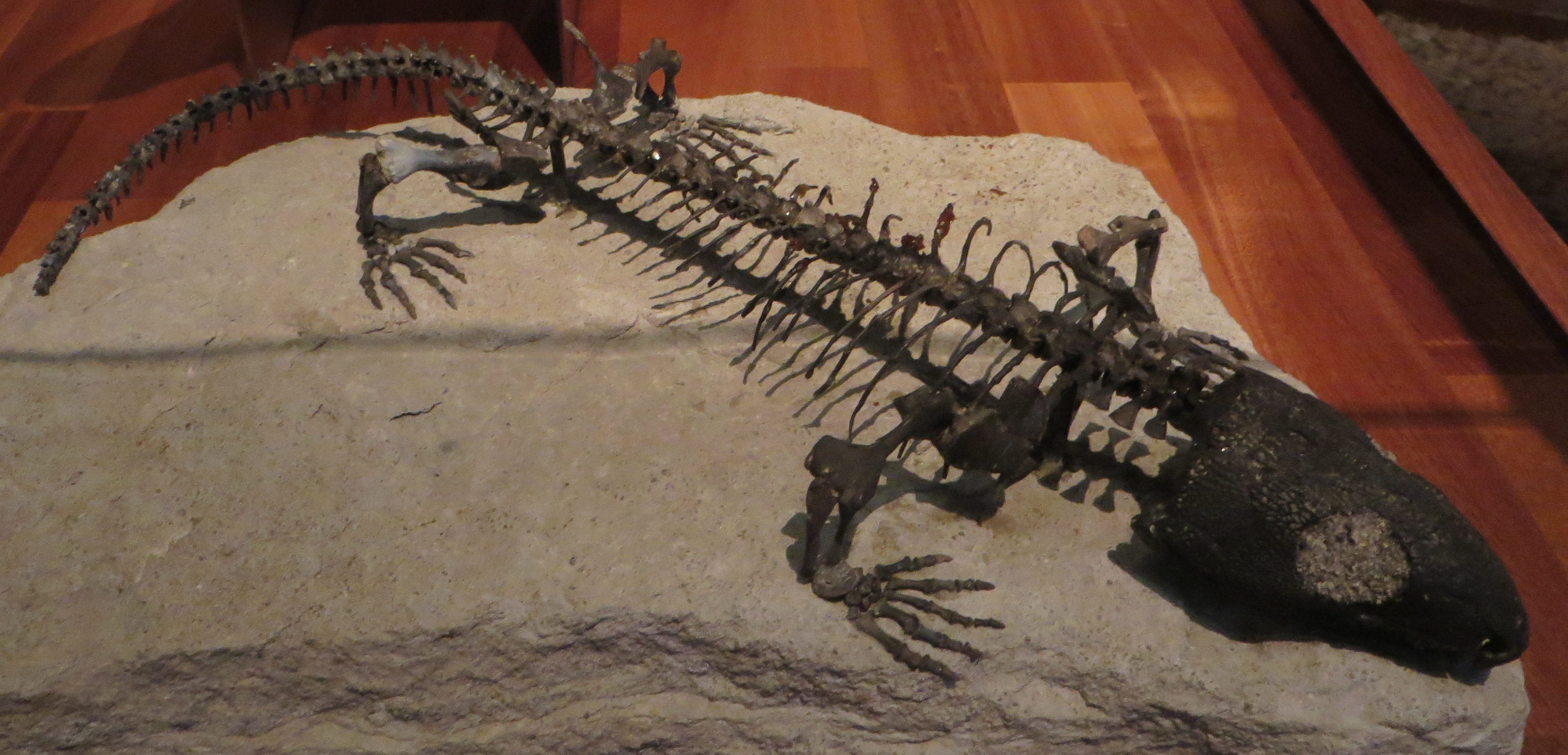
Esqueleto de captorhinido

- Millerettidae